# William Patton
Pour les articles homonymes, voir Patton.
William Patton, (né le 5 novembre 1820 et mort le 1er septembre 1892), sera de 1875 à 1888 chef de la brigade de feu, aujourd'hui le Service de sécurité incendie de Montréal.

## Biographie
Né sur l'Île Sainte-Hélène, son père est quartier-maître d'un régiment anglais. Il est formé comme menuisier. D'abord pompier volontaire, il gravit rapidement les échelons. Au moment de la formation de la première Brigade de feu de Montréal, le 1er mai, il est nommé sous-chef sous les ordres d'Alexander Bertram. À la mort de Bertram, en 1875, il est promu Commandant de la Brigade de feu jusqu'à sa démission, en septembre 1888, à 68 ans. Après l'incendie de la rue Saint-Jacques, l'administration de la ville de Montréal et les compagnies d'assurance perdent patience. On reproche à Patton son manque d'autorité et de discipline et les trop importantes pertes matérielles pendant son règne. À son départ, c'est Zéphirin Benoit qui prend la tête de la Brigade du feu.
Patton compte plusieurs actes de bravoure comme pompier.  Il est gravement blessé au feu lors de l'incendie de la rue Saint-Urbain.